# Ottica ondulatoria
L'ottica ondulatoria è il contrario dell'ottica geometrica. A seguito dell'esperienza di Huygens si venne a creare nella comunità scientifica del 1600 un dibattito sulla natura della luce. Essa verteva sull'approccio corpuscolare. Esso si identificava nella teoria di Newton, e quello ondulatorio si rifletteva invece nella teoria di Huygens. La teoria della natura ondulatoria della luce venne appoggiata da un celebre esperimento a opera di Thomas Young.